# خولک بافی
حصیربافی یا خولک بافی سیستانی یکی از صنایع دستی اصیل سیستان است که متعلق به حاشیه نشین‌های دریاچه هامون در گذشته بوده است که علاوه بر کاربردهای مختلف نقش تعیین‌کننده‌ای در معیشت خانواده‌ها داشته است.
حصیر بافی یکی از هنرهای اصیل منطقه سیستان است؛ اما طی دو دهه خشکسالی تالاب بین‌المللی هامون این هنر به طوری کمرنگ شده است.
شاردن جهانگرد فرانسوی دوره صفوی در سفرنامه‌اش آورده است:
بهترین نوع حصیر و سبد در سیستان بافته می‌شود اقبال یغمایی نیز اضافه می‌کند در داخل و پیرامون دریاچه هامون و رود هیرمند واقع در سیستان، جگن و نی بسیار می‌روید.

## روش ساخت
از سال گذشته با ورود آب به این تالاب شماری از حاشیه نشینان هامون به کشت لوخ (خولک) در بخش‌هایی از دریاچه پرداختند پس از برداشت لوخ با دستگاه بافت که شامل چوب چهار پر، مقداری سنگ یا گلوله‌های سنگی تراش خورده به عنوان دوک و مقداری نخ پنبه‌ای که به دور سنگ پیچیده است، شروع به بافت می‌کنند. از محصول نهایی برای تزیین در و پنجره ورودی ساختمان‌ها استفاده می‌شود. حصیربافی یک کار مشترک بین مردان و زنان است که قبلاً بیشتر به صورت گروهی بین اعضای خانواده انجام می‌شد اما اکنون این کار چند سالی است به‌خاطر از بین رفتن نیزارها دیگر به صورت گروهی انجام نمی‌شود. حصیربافی، سیس بافی، خولک بافی یا خلک بافی، هنری که قدمتی طولانی به درازای تاریخ شهر سوخته و دریاچه هامون دارد و در میان مردمان سیستان، از جایگاه ویژه‌ای برخوردار است. این هنر در منطقه سیستان، با گویش «خولک بافی» تلفظ می‌شود.
خولک، از ساقه‌های نی تهیه می‌شود. روستاهای حاشیه کوه خواجه در سیستان، از مهم‌ترین منطقه‌های تولید محصولات حصیربافی در سیستان هستند. بافت پرده‌های حصیری که به زبان محلی همان خولک است جزو مشاغل خانگی سیستانی‌ها بوده است.

## تاریخچه
حصیر بافی، پرده بافی یا خولک بافی که حاصل آن نوعی پرده خاص به نام پرده خولکی یا حصیری است، یکی از صنایع دستی معروف منطقه سیستان بوده که تاریخی نامعلوم و به گفته برخی افراد سال‌خورده منطقه قدمتی همزاد با دریاچه هامون دارد.

## خولک
نی، محصول اولیه برای بافت خولک است، رشد این گیاه که به‌طور خودرو در بستر تالاب ریشه می‌دواند، می‌تواند بستر بافت خولک را دوباره برای روستاییان فراهم کند. در سال‌های پرآبی تالاب، خولک در متراژهای زیاد توسط حاشیه نشینان تالاب بافته می‌شد. نی‌های تالاب «لویی» که به اصطلاح محلی به آنها «توتک» می‌گویند و برای ساخت قایق‌های محلی، درست کردن کپر برای حاشیه نشینان تالاب و حصیربافی یا همان خولک استفاده می‌شود.

## دریاچه هامون
دریاچه هامون به عنوان بزرگ‌ترین پهنه آب‌های شیرین ایران و خاورمیانه، نقش اساسی درزندگی مردمان سیستان داشته که علاوه بر اثرات مثبت طبیعی، اقتصادی و اجتماعی آن در آئین زرتشت نیز تقدس خاصی دارد. با همه این اوصاف دریاچه هامون وابسته به رودخانه هیرمند می‌باشد واین وابستگی باعث گردیده تا هرگونه نوسانات در میزان آب آن مشکلات را برای کل سیستم حیات سیستان به وجود آورد. دریاچه هامون علاوه بر تأمین آب شرب و کشاورزی ساکنین حاشیه، معیشت‌های گوناگونی را در پیرامون خود خلق نموده و زمینه اشتغال گروه‌های مختلف ازجمله:ماهیگیری، شکار، دامداری و حصیربافی را فراهم ساخته است. پوشش گیاهی دریاچه هامون از گونه‌های متنوعی تشکیل شده است ازجمله:توت، نی، تیغال، سه وجگ، تزگ و… که هرکدام ازاین موارد کاربردهای متفاوتی داشته است.

## کاربرد
وجود گیاه نی از چند جهت مورد توجه است که چرای دام از برگ‌های سبز این گیاه، تلطیف هوا و چهره سبز منطقه، پناهگاه پرندگان مهاجر و برخی حیوانات و استفاده از آن در صنعت پرده بافی (خولک بافی) از آن جمله بحساب می‌آید.
از برگ. های سبز و تازه نوعی نی که در زبان محلی به آن 'توت' یا 'توتک' گفته می‌شده برای خوراک دام به ویژه گاو سیستانی و از ساقهٔ نازک و بلند آن در صنعت پرده بافی یا خولک بافی استفاده می‌شده است.
ساخت توتن (قایق محلی) یا توتن‌بافی از دیگر کاربردهای گیاه نی در تالاب بین‌المللی هامون بود و در گذشته بیشتر صیادان و دامداران از همین نوع قایق محلی برای کارهای خود استفاده می‌کردند و کمتر قایق موتوری در این تالاب مورد استفاده قرار می‌گرفت.
خولک بافی یکی از صنایع دستی معروف و گسترده در سیستان بوده که در سراسر این منطقه به ویژه اطراف تالاب و دریاچه افراد زیادی به این کار اشتغال داشتند به طوری که هنگام عبور از جاده‌های مجاور آن‌ها، فعالیت پرده بافی به وضوح مشاهده می‌شد.
بیشترین مصارف محصولات تولیدی خولک بافی به عنوان پرده در ورودی اتاق‌های مسکونی به منظور جلوگیری از ورود حشرات و عبور راحت هوا به دلیل اقلیم گرم منطقه و نیز استفاده در سقف خانه‌هایی که به زبان محلی به آنها 'چوب پوش' می‌گویند بوده است و همچنین این پرده‌ها به دلیل شکل ظاهری کاربردهای تزیینی هم دارد.